# A te (Fiorella Mannoia)
A te è un album tributo a Lucio Dalla realizzato da Fiorella Mannoia. L'album è stato pubblicato il 29 ottobre 2013 per la Oyà/Sony Music. Il disco raggiunge il disco di platino per le 50 000 copie vendute.

## Tracce
Le tracce da 1 a 11 sono state registrate in presa diretta nei giorni 9 e 10 settembre 2013 presso il Forum Village Roma.
Testi e musiche di Lucio Dalla, eccetto dove indicato.
1. Stella di mare – 4:32
2. Se io fossi un angelo – 4:31 (testo: Lucio Dalla – musica: Roberto Costa)
3. Chissà se lo sai – 4:30 (testo: Lucio Dalla – musica: Rosalino Cellamare)
4. La casa in riva al mare – 4:12 (testo: Sergio Bardotti e Gianfranco Baldazzi – musica: Lucio Dalla)
5. Anna e Marco – 3:53
6. Milano – 3:26
7. Caruso – 4:37
8. La sera dei miracoli (feat. Alessandra Amoroso) – 5:34
9. Cara – 5:25
10. Felicità (feat. Ron) – 5:52
11. Sulla rotta di Cristoforo Colombo – 4:16 (testo: Edoardo De Angelis – musica: Lucio Dalla)
12. Making of (video live) – 4:21

Durata totale: 55:09

## DVD
All'album è allegato un DVD comprendente:
- immagini tratte dalla registrazione del disco
- le interviste ai direttori d'orchestra e ai musicisti
- le testimonianze di Marco Alemanno, compagno di Lucio Dalla

## Nuova edizione
Il 25 febbraio 2014 è uscita una nuova edizione dell'album, arricchito da cinque brani aggiuntivi, ma senza DVD.

### Tracce
Le tracce da 12 a 15 sono state registrate dal vivo nei giorni 28 e 29 dicembre 2013 presso l'Auditorium Parco della Musica di Roma, mentre la traccia 16 è stata registrata presso il Quattro Uno Studio di Roma.
Testi e musiche di Lucio Dalla, eccetto dove indicato.
1. Piazza Grande (Sergio Bardotti, Gianfranco Baldazzi, Lucio Dalla, Rosalino Cellamare)
2. Tango
3. Le rondini (Mauro Malavasi, Lucio Dalla)
4. Attenti al lupo (Ron)
5. Il parco della luna

## Classifiche
| Classifica | Posizione più alta |
| ---------- | ------------------ |
| Italia     | 3                  |

### Classifiche di fine anno
| Classifica (2013) | Posizione |
| ----------------- | --------- |
| Italia            | 34        |

| Classifica (2014) | Posizione |
| ----------------- | --------- |
| Italia            | 71        |